# Herrarnas 62 kg i tyngdlyftning vid olympiska sommarspelen 2012
Herrarnas tyngdlyftning i 62-kilosklassen vid olympiska sommarspelen 2012 hölls den 30 juli, den tredje tävlingsdagen efter invigningen, i London, Storbritannien, i ExCeL London.

## Medaljörer
| Gren  | Guld                 | Silver                  | Brons                      |
| 62 kg | Kim Un-Guk Nordkorea | Óscar Figueroa Colombia | Eko Yuli Irawan Indonesien |

## Tävlingsformat
Varje tyngdlyftare får tre försök i ryck och stöt. Deras bästa lyft i de båda kombineras till ett totalt resultat. Om någon tävlande misslyckas att få ett godkänt lyft, så blir de utslagna. 
Ifall två tyngdlyftare hamnar på samma resultat, är idrottaren med lägre kroppsvikt vinnare. Om två tävlande hamnar på samma resultat och har samma kroppsvikt, så är vinnaren den som först tog totalvikten..

## Resultat
| Placering | Idrottare                | Grupp | Kroppsvikt | Ryck (kg) | Ryck (kg) | Ryck (kg) | Ryck (kg) | Stöt (kg) | Stöt (kg) | Stöt (kg) | Stöt (kg) | Totalt |
| Placering | Idrottare                | Grupp | Kroppsvikt | 1         | 2         | 3         | Resultat  | 1         | 2         | 3         | Resultat  | Totalt |
| --------- | ------------------------ | ----- | ---------- | --------- | --------- | --------- | --------- | --------- | --------- | --------- | --------- | ------ |
| 1         | Kim Un-Guk (PRK)         | A     |            | 145       | 150       | 153       | 153       | 170       | 174       | 174       | 327       | 327    |
| 2         | Óscar Figueroa (COL)     | A     |            | 137       | 140       | 142       | 140       | 177       | 177       | 177       | 177       | 317    |
| 3         | Eko Yuli Irawan (INA)    | A     |            | 138       | 142       | 145       | 145       | 162       | 168       | 172       | 172       | 317    |
| 4         | Zhang Jie (CHN)          | A     |            | 140       | 145       | 145       | 140       | 174       | 178       | 178       | 174       | 314    |
| 5         | Hurşit Atak (TUR)        | A     |            | 130       | 134       | 134       | 130       | 166       | 166       | 172       | 172       | 302    |
| 6         | Umurbek Bazarbayev (TKM) | A     |            | 135       | 135       | 139       | 135       | 162       | 165       | 167       | 167       | 302    |
| 7         | Muhammad Hasbi (INA)     | B     |            | 130       | 135       | 138       | 138       | 163       | 171       | 171       | 163       | 301    |
| 8         | Erol Bilgin (TUR)        | A     |            | 135       | 139       | 140       | 140       | 165       | 165       | 169       | 165       | 305    |
| 9         | Ahmed Saad (EGY)         | B     |            | 125       | 130       | 130       | 130       | 158       | 162       | 165       | 162       | 292    |
| 10        | Manuel Minginfel (FSM)   | B     |            | 122       | 127       | 130       | 127       | 158       | 158       | 158       | 158       | 285    |
| 11        | Julio Salamanca (ESA)    | B     |            | 110       | 115       | 115       | 110       | 150       | 150       | 155       | 150       | 260    |
| 12        | Tuau Lapua Lapua (TUV)   | B     |            | 104       | 108       | 111       | 108       | 126       | 131       | 135       | 135       | 243    |
| 13        | Charles Ssekyaaya (UGA)  | B     |            | 100       | 105       | 108       | 105       | 130       | 135       | 140       | 130       | 235    |
| 14        | Stevick Patris (PLW)     | B     |            | 100       | 104       | 108       | 104       | 125       | 130       | 132       | 130       | 234    |
| 15        | Ji Hun-Min (KOR)         | A     |            | 135       | 140       | 142       | 135       | 162       | 165       | 165       | —         | DNF    |